# Ali Bongo Ondimba
Ali-Ben Bongo Ondimba (nascut Alain Bernard Bongo a Brazzaville, Àfrica Equatorial Francesa, actual República del Congo el 9 de febrer de 1959), polític de Gabon, actualment president d'aquest país, va ocupar anteriorment el càrrec de ministre de Relacions Exteriors del seu país entre 1989 i 1991 i el de ministre de Defensa entre 1999 i 2009. És fill de l'expresident gabonès Omar Bongo i també exerceix com a vicepresident del Partit Democràtic Gabonès (PDG). Va ser candidat per aquest partit a la presidència del seu país en les eleccions presidencials d'agost de 2009, en les quals va resultar triat amb un 41,73% dels vots, repetint mandat el 2016 i el 2023, malgrat les crítiques per irregularitats. A resultat de les darreres eleccions de 2023, militars del país anuncien un cop d'estat per anul·lar les eleccions, dissolent les institucions.

## Biografia

### Inicis a la política
Fill de l'autoritari president Omar Bongo, es va educar en una escola privada a Neuilly-sur-Seine, França, i després va estudiar dret a la Sorbona. Després de graduar-se del seu curs de dret i passar un temps en el món de la música publicant fins i tot un álbum de funk propi, va entrar en política, unint-se al Partit Democràtic Gabonès el 1981. Va ser elegit membre del Comitè Central en el Tercer Congrés Extraordinari del partit el març de 1983. Posteriorment, va ser representant personal del seu pare al PDG i en aquest càrrec va ingressar al Buró Polític l'any 1984. Després va ser elegit membre oficial del Buró Polític en un congrés ordinari del partit el setembre de 1986.
Bongo va ocupar el càrrec d'alt representant personal del president de la República de 1987 a 1989. El 1989, el seu pare el va nomenar al govern com a ministre d'Afers Exteriors i Cooperació en substitució de Martin Bongo. Va ser considerat un reformista dins del governant PDG a principis dels anys noranta. A les eleccions parlamentàries de 1990 (les primeres eleccions després de la introducció de la política multipartidista), va ser elegit a l'Assemblea Nacional com a candidat del PDG a la província d'Alt-Ogooué. Després de dos anys com a ministre d'Afers Exteriors, una esmena constitucional de 1991 que fixava una edat mínima de 35 anys per als ministres va provocar la seva sortida del govern.
Bongo es va convertir en president del Consell Superior d'Afers Islàmics de Gabon (Conseil supérieur des affaires islamiques du Gabon, CSAIG) el 1996. Després de més de set anys com a diputat, Bongo va ser nomenat com a ministre de Defensa Nacional el 25 de gener de 1999, malgrat al 2001 va tornar a guanyar el seu escó a l'Assemblea.
En el Vuitè Congrés del PDG, el juliol de 2003, va ser elegit vicepresident del Partit. Durant les eleccions presidencials de 2005, va treballar en la campanya de reelecció del seu pare com a Coordinador General de Joventut. Després d'aquelles eleccions, va ser ascendit al rang de ministre d'Estat el 21 de gener de 2006, conservant la cartera de defensa, tot i que posteriorment va ser reduït al rang de ministre ordinari el 28 de desembre de 2007.

### Presidència
Omar Bongo va morir en un hospital espanyol el 8 de juny de 2009, ocasió que va aprofitar el seu fill per aparèixer a la televisió aquella nit per demanar "calma i serenitat de cor i reverència per preservar la unitat i la pau tan estimades pel nostre difunt pare". Després d'haver estat nomenat per a càrrecs clau pel seu pare, es va considerar àmpliament probable que sorgiria com a successor després de la mort d'aquest el juny de 2009, malgrat les crítiques sobre corrupció i malversació per part de la seva família.
Pocs mesos després, el Partit anuncia finalment la seva candidatura a la presidència, aprovada per Congrés el 19 de juliol. L'oposició va protestar fermament per la presència de Bongo al govern. Després que la presidenta interina, Rose Francine Rogombé, digués que Bongo seria substituït perquè tots els candidats estiguessin en igualtat de condicions per a les eleccions, el ministre de l'Interior, Jean-François Ndongou, va ser nomenat per rellevar a Bongo com a ministre de Defensa amb caràcter interí.
Pocs dies després de les eleccions del 30 d'agost de 2009, es va anunciar que havia guanyat amb el 42% dels vots, confirmar ràpidament pel Tribunal Constitucional. L'oposició va rebutjar els resultats i van esclatar disturbis a la segona ciutat més gran de Gabon, Port-Gentil. En resposta a les denúncies de frau, el Tribunal Constitucional va fer un recompte abans de tornar a declarar Bongo guanyador amb el 41,79% dels vots el 12 d'octubre de 2009; després va ser investit president el 16 d'octubre.
La composició del nou govern de Biyoghe Mba es va anunciar el 17 d'octubre; es va reduir a només 30 ministres, complint així la promesa de campanya de reduir els càrrecs i les despeses relacionades. El govern també estava format majoritàriament per cares noves, incloent molts tecnòcrates, tot i que alguns ministres clau, com Paul Toungui, ministre d'Afers Exteriors, Jean-François Ndongou, ministre de l'Interior, i Laure Olga Gondjout, ministre de Comunicacions, van mantenir els seus càrrecs.
L'economia del Gabon va continuar dedicada íntegrament a la producció i exportació de recursos naturals. A més, van persistir moltes dificultats: taxa d'atur al voltant del 30% de la població activa el 2016, detencions ràpides durant manifestacions estudiantils o sindicals (nombroses des del gener de 2016), deteriorament de l'accés a l'assistència sanitària, deficiència de serveis públics, talls recurrents de llum. Més de la meitat de la població està per sota del llindar de pobresa.
El 24 d'octubre de 2018, Bongo va ser hospitalitzat a Riad per una malaltia no revelada, anunciant més endavant que havia patit un ictus. Des de llavors fins a l'1 de gener de 2019, Bongo no es va veure en públic, la qual cosa va provocar especulacions rampants sobre la possibilitat que hagués mort o quedés greument incapacitat. L'1 de gener de 2019, Bongo va pronunciar el seu primer discurs públic mitjançant un vídeo publicat a les xarxes socials des que va emmalaltir l'octubre de 2018, eliminant els rumors de la seva mort.

### Cops d'Estat
Poc després, el 7 de gener de 2019, soldats de l'Exèrcit van organitzar "l'Operació Dignitat", un intent de cop d'estat, anunciant-lo per la ràdio estatal. No obstant això, membres de l'oposició plategen la possibilitat que fos un acte de bandera falsa, per tal d'obtenir suport. Finalment fracassat, els soldats van ser detinguts i els simpatitzants dissolts.
De nou, i després de les eleccions, el 30 d'agost de 2023 un grup de militars anuncien un cop d'estat i la creació d'un Comitè per a la Transició i la Restauració de les Institucions (CTRI), davant la "greu crisi institucional, política, econòmica i social", deposant a Ali Bongo, dissolent les institucions, i tancant les fronteres del país.

## Vegeu més
- Omar Bongo
- Partit Democràtic Gabonès